# Hen Wlad Fy Nhadau
Hen Wlad Fy Nhadau [heːn wlɑːd və ˈn̥adai] (dt.: Altes Land meiner Väter) ist die Nationalhymne von Wales. Der Text wird ausschließlich in walisischer Sprache gesungen. Er stammt von Evan James (1856), die Melodie von dessen Sohn James James. Sowohl für die bretonische (Bro gozh ma zadoù) als auch die kornische (Bro Goth Agan Tasow) Nationalhymne wurde die Melodie von Hen Wlad Fy Nhadau übernommen.

## Früherer Text
| Walisischer Text von Evan James | Englischer Text von Owain Alaw (John Owen) | Englische Übersetzung von Eben Vardd |
| --- | --- | --- |
| Hên Wlad fy Nhadau. Mae hênwlad fy nhadau yn anwyl i mi, Gwlad beirdd a chantorion, enwogion o fri; Ei gwrol ryfelwyr, gwladgarwyr tra mâd, Tros ryddid gollasant eu gwaed. Gwlad, gwlad, pleidiol wyf i'm gwlad, Tra môr yn fur i'r bur hoff bau, O bydded i'r heniaith barhau. Hên Gymru fynyddig, paradwys y bardd, Pob dyffryn, pob clogwyn, i'm golwg sydd hardd; Trwy deimlad gwladgarol, mor swynol yw sî Ei nentydd, afonydd, i fi. Gwlad, &c. Os treisiodd y gelyn fy ngwlad dan ei droed, Mae heniaith y Cymry mor fyw ag erioed, Ni luddiwyd yr awen gan erchyll law brâd, Na thelyn bêrseiniol fy ngwlad. Gwlad, &c. | Land of my Fathers. Oh! land of my fathers, the land of the free. The home of the Teylyn,1 so soothing to me, Thy noble defenders were gallant and brave, For thy freedom their hearts' life they gave! Wales, Wales, my mother's sweet home is in Wales, Till death be pass'd my love shall last, My longing, my hiraeth2 for Wales. Thou Eden of bards, and birth-place of song, The sons of thy mountains are valiant and strong; The voice of thy streamlets is soft to the ear, Thy hills and thy vallies how dear! Wales, &c. Though trampled and crush'd by oppression's foul wrong, The language of Cambria still lives on in song; The Awen survives, nor have envious tales Yet silenced the harp of dear Wales. Wales, &c. | Land of my Fathers. The land of my fathers, the land of my choice, The land in which poets and minstrels rejoice; The land whose stern warriors were true to the core, While bleeding for freedom of yore. Wales! Wales! favorite land of Wales! While sea her wall, may nought befall To mar the old language of Wales! Mountainous old Cambria, the Eden of bards, Each hill and each valley, excite my regards; To the ears of her patriots how charming still seems The music that flows in her streams. Wales, &c. My country, though crush'd by a hostile array, The language of Cambria lives out to this day; The muse has eluded the traitors' foul knives, The harp of my country survives. Wales, &c. |
| | 1 The Welsh or Triple Harp, the national instrument of Wales. 2 Yearning. | |

| Mae hen wlad fy nhadau yn annwyl i mi, Gwlad beirdd a chantorion, enwogion o fri; Ei gwrol ryfelwyr, gwladgarwyr tra mâd, Tros ryddid gollasant eu gwaed. Gwlad, gwlad, pleidiol wyf i'm gwlad. Tra mor yn fur i'r bur hoff bau, O bydded i'r hen iaith barhau. Hen Gymru fynyddig, paradwys y bardd, Pob dyffryn, pob clogwyn i'm golwg sydd hardd; Trwy deimlad gwladgarol, mor swynol yw si Ei nentydd, afonydd, i mi. Os treisiodd y gelyn fy ngwlad tan ei droed, Mae hen iaith y Cymry mor fyw ag erioed, Ni luddiwyd yr awen gan erchyll law brad, Na thelyn berseiniol fy ngwlad. O land of my fathers, O land of my love, Dear mother of minstrels who kindle and move, And hero on hero, who at honour's proud call, For freedom their lifeblood let fall. Wales! Wales! O but my heart is with thee! And long as the sea your bulwark shall be, To Cymru my heart shall be true. O land of the mountains, the bard's paradise, Whose precipice, valleys lone as the skies, Green murmuring forest, far echoing flood Fire the fancy and quicken the blood. For tho' the fierce foeman has ravaged thy realm, The old speech of Cymru he cannot o'erwhelm, Our passionate poets to silence command Or banish the harp from thy strand. |

Diese englische Version behält das Versmaß bei. Es gibt andere englische Übersetzungen, die textnäher sind.

## Deutsche Übersetzung

### Textnahe Übersetzung des walisischen Originals
Das alte Land meiner Väter ist mir teuer. 

Land der Barden und Sänger, berühmter Männer;

Seine tapferen Kämpfer, hervorragenden Patrioten,

für Freiheit vergossen sie ihr Blut.

Land, Land, treu bin ich meinem Land,

während die See eine Mauer für das reine, geliebte Land bildet,

oh, möge die alte Sprache überdauern.

Altes bergiges Wales, Paradies der Barden,

Jedes Tal, jede Klippe ist meinen Augen schön;

Durch patriotische Gefühle, sehr reizvoll ist das Rauschen

Ihrer Bäche und Flüsse mir.

Land, Land...

Wenn der Feind bedrückt unter seinem Fuß mein Land,

Die alte Sprache der Waliser bleibt so lebendig wie nie,

Die Muse ist nicht von der furchtbaren Hand des Verrats gehindert,

Weder die melodische Harfe meines Landes.

Land, Land...

### Übersetzung der englischen Nachdichtung
Oh, Land meiner Väter, 
Oh, Land meiner Liebe, 
                                        
Du Mutter der Minnesänger, die erwecken und bewegen,    
                                        
Und Held um Held, die auf der Ehre stolzen Ruf hin,  
                                    
Für die Freiheit ihr Leben gegeben haben. 

Wales! Wales!

Oh, mein Herz bleibet bei Dir! 

Und breit wie die See

Soll Dein Bollwerk sein, 

Wider Cymru wird mein Herz bleiben treu. 

Oh, Land der Berge, des Barden Himmelreich,

Dessen Schluchten und Täler, dem Himmel gleich an Einsamkeit, 

Grünwallende Wälder und weithinrauschende Ströme,

die Phantasie erwecken und das Blut erfrischen. 

Derentwegen haben erbitterte Feinde dein Reich verheeret,

Doch die alte Sprache von Cymru können sie sich nicht machen untertan,

Unsere inbrünstigen Dichter heißen zur still,

Oder spielen die Harfe von deinem Strande.

Bis die Bäume branden.